# Конрад, Дэвид
Дэвид Конрад (англ. David Conrad; родился 17 августа 1967) — американский актёр, наиболее известный по роли Джима Клэнси в телесериале «Говорящая с призраками».

## Ранние годы
Дэвид Конрад родился в Суиссвейле, (Пенсильвания) и вырос на границе Эджвуда. Он посещал частную школу-интернат неподалёку от Питтсбурга и увлёкся актёрским мастерством ещё в школьные годы. Конрад окончил The Kiski School в 1985 году и начал изучать историю и театральное и драматическое искусство в Брауновском университете. Параллельно с учёбой в университете он работал плотником, домашним художником, а также интервьюировал сталелитейщиков на пенсии для исторического общества в Питтсбурге.
После окончания Брауновского университета в 1995 году Дэвид поступил в Джульярдскую школу, во время обучения в которой он появился на сцене в спектакле по роману Джона Ирвинга.

## Карьера
Конрад дебютировал в кино в 1993 году, снявшись в эпизодической роли в фильме Darkness. В 1998 году он дебютировал на Бродвее в роли молодого любовника персонажа Блайт Даннер в пьесе «Глубокое синее море». В 2000 году Конрад сыграл в фильме «Военный ныряльщик» с Робертом Де Ниро в главной роли. В 2003 году актёр появился в небольшой роли в комедии Вуди Аллена «Кое-что ещё», а в 2005 году снялся в комедии «Незваные гости», где его партнёрами были Винс Вон и Оуэн Уилсон.
В 2005—2010 годах Конрад снимался в одной из главных ролей в сериале «Говорящая с призраками», в котором он играл Джима Клэнси — мужа персонажа Дженнифер Лав Хьюитт. В 2013—2018 годах исполнял роль второго плана в телесериале «Агенты „Щ.И.Т.“».

## Фильмография
| Год       |     | Русское название                    | Оригинальное название                                        | Роль                |
| --------- | --- | ----------------------------------- | ------------------------------------------------------------ | ------------------- |
| 1993      | в   | —                                   | Darkness                                                     | вампир              |
| 1994      | ф   | —                                   | Under Heat                                                   | Саймон              |
| 1996—1997 | с   | Относительность                     | Relativity                                                   | Лео Рот             |
| 1997      | ф   | Белоснежка: Страшная сказка         | Snow White: A Tale of Terror                                 | Питер Гутенберг     |
| 1998      | ф   | Форс-мажор                          | Return to Paradise                                           | Тони Крофт          |
| 1999      | ф   | Уикенд                              | The Weekend                                                  | Лайл                |
| 1999      | тф  | Сезон чудес                         | A Season for Miracles                                        | Нейтан Блэр         |
| 2000      | ф   | Военный ныряльщик                   | Men of Honor                                                 | Хэнкс               |
| 2000      | с   | Город пришельцев                    | Roswell                                                      | Дэниел Пирс         |
| 2003      | с   | Бостонская школа                    | Boston Public                                                | Дейв Филдс          |
| 2003      | ф   | Кое-что ещё                         | Anything Else                                                | доктор Фил Рид      |
| 2003      | тф  | Секреты Лос-Анджелеса               | L.A. Confidential                                            | детектив Эд Эксли   |
| 2003      | с   | Сваха                               | Miss Match                                                   | Майкл Мендельсон    |
| 2004      | кор | На побегушках                       | Beck and Call                                                | Мэттью              |
| 2004      | с   | Доктор Хаус                         | House, M.D.                                                  | Марти Хэмилтон      |
| 2005      | ф   | Незваные гости                      | Wedding Crashers                                             | трансвестит         |
| 2005      | ф   | —                                   | Dumpster                                                     | Фрэнсис Креймер     |
| 2005—2010 | с   | Говорящая с призраками              | Ghost Whisperer                                              | Джим Клэнси         |
| 2006      | тф  | Туннель времени                     | The Time Tunnel                                              | Даг Филлипс         |
| 2008      | ф   | Сумасшедший                         | Crazy                                                        | Райан Бредфорд      |
| 2009      | ф   | Следовать за пророком               | Follow the Prophet                                           | Роджер Колдон       |
| 2010      | с   | C.S.I.: Место преступления Майами   | CSI: Miami                                                   | Гэри Чапмен         |
| 2011      | ф   | О Санни                             | Think of Me                                                  | Тед                 |
| 2011      | с   | Хорошая жена                        | The Good Wife                                                | судья Кларк Уиллард |
| 2012      | док | —                                   | Undaunted: The Forgotten Giants of the Allegheny Observatory | рассказчик          |
| 2012      | тф  | Красивые люди                       | Beautiful People                                             | Джерри              |
| 2012      | с   | Фирма                               | The Firm                                                     | Бен Уилсон          |
| 2013      | с   | Закон и порядок: Специальный корпус | Law & Order: Special Victims Unit                            | офицер Уэст         |
| 2013—2018 | с   | Агенты «Щ.И.Т.»                     | Agents of S.H.I.E.L.D.                                       | Иэн Куинн           |
| 2015      | с   | Касл                                | Castle                                                       | Фрэнк Келли         |
| 2016      | с   | Мастера секса                       | Masters of Sex                                               | Майк Шеффер         |